# The B.O.M.B.
The B.O.M.B. – trzeci album studyjny polskiego zespołu muzycznego Afromental. Wydawnictwo ukazało się 15 listopada 2011 roku nakładem wytwórni muzycznej EMI Music Poland.
Nagrania dotarły do 17. miejsca zestawienia OLiS. W 2012 roku płyta uzyskała nominację do nagrody polskiego przemysłu fonograficznego Fryderyka w kategorii album roku hip hop/r&b/reggae.
W 2015 album osiągnął status złotej płyty.

## Lista utworów
1. „The Bomb”
2. „Rock & Rollin' Love”
3. „Simple Sounds”
4. „Rollin' with You”
5. „Fly Away”
6. „Naughty by Danger”
7. „Killa Mode Skit”
8. „...To the End”
9. „I’m Right Here” (gościnnie Ania Karwan)
10. „Thing We've Got II”
11. „Love Song, Not” (gościnnie José Torres, Piotr Baron)
12. „We Are the Lumberjaxxx”
13. „We Love You Lumberjaxxx Skit”
14. „Rise of the Rage”
15. „It’s My Life” (gościnnie Sound’n’Grace, VNM)